# Piravam
Piravam är en ort i Indien.   Den ligger i distriktet Ernākulam och delstaten Kerala, i den södra delen av landet, 2 100 km söder om huvudstaden New Delhi. Piravam ligger 5 meter över havet och antalet invånare är 28 254.
Terrängen runt Piravam är huvudsakligen platt. Piravam ligger nere i en dal. Runt Piravam är det tätbefolkat, med 683 invånare per kvadratkilometer. Närmaste större samhälle är Mūvattupula, 15,6 km nordost om Piravam. Omgivningarna runt Piravam är en mosaik av jordbruksmark och naturlig växtlighet.